# Parafia Wniebowzięcia Najświętszej Maryi Panny w Trzebczu Szlacheckim
Parafia Wniebowzięcia Najświętszej Maryi Panny w Trzebczu Szlacheckim – parafia rzymskokatolicka znajdująca się w diecezji toruńskiej, w dekanacie Unisław. 

## Miejsca kultu
- Kościół Wniebowzięcia Najświętszej Maryi Panny w Trzebczu Szlacheckim – gotycki kościół parafialny z XIV wieku[2].
- Kościół św. Józefa Robotnika w Trzebczyku – neogotycki kościół filialny wzniesiony w 1890 roku[3].

## Zasięg parafii
Do parafii należą wierni z miejscowości: Trzebcz Królewski, Trzebcz Szlachecki, Trzebczyk (3 km).